# 伊瓜蘇 (巴拉圭)

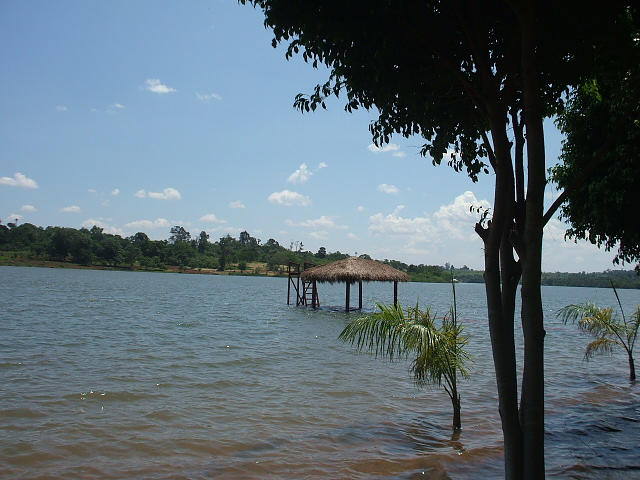

伊瓜蘇（西班牙語：Yguazú），是巴拉圭東部上巴拉那省的一个城镇，距離亞松森293公里，海拔高度258米，位处伊瓜苏河的支流星期一河流域。由日裔移民始建於1961年8月22日，迄今市内仍然居住有大量的日裔移民，主要經濟活動有農業和畜牧業，出产大豆、小麦、夏威夷果等作物，镇内有伊瓜苏农会建立的面粉厂，年产量20,000吨。2017年有人口11,194人。
25°27′53″S 55°0′21″W / 25.46472°S 55.00583°W